# سافانا (أوهايو)
سافانا (بالإنجليزية: Savannah, Ohio)‏ هي معلم جغرافي تقع في الولايات المتحدة في مقاطعة آشلاند، أوهايو. يقدر عدد سكانها بـ 413 نسمة ومساحتها 1.50 كم2 وترتفع عن سطح البحر 335 متر.

## التركيبة السكانية
قام مكتب تعداد الولايات المتحدة بتحديد بيانات التركيبة السكانية لسافانا في تعداد الولايات المتحدة. في ما يلي، التركيبة السكانية حسب تعدادي 2000 و2010.

### تعداد عام 2000
بلغ عدد سكان سافانا 372 نسمة بحسب تعداد عام 2000، وبلغ عدد الأسر 134 أسرة وعدد العائلات 103 عائلة مقيمة في القرية. في حين سجلت الكثافة السكانية 839.1 نسمة لكل ميل مربع (324.0/كم2). وبلغ عدد الوحدات السكنية 147 وحدة بمتوسط كثافة قدره 331.6 نسمة لكل ميل مربع (128.0/كم2).
وتوزع التركيب العرقي للقرية بنسبة 99.46% من البيض و 0.27% من الأمريكيين الأصليين و 0.27% من الأمريكيين الأفارقة.
بلغ عدد الأسر 134 أسرة كانت نسبة 38.8% منها لديها أطفال تحت سن الثامنة عشر تعيش معهم، وبلغت نسبة الأزواج القاطنين مع بعضهم البعض 62.7% من أصل المجموع الكلي للأسر، ونسبة 6.7% من الأسر كان لديها معيلات من الإناث دون وجود شريك، وكانت نسبة 23.1% من غير العائلات. تألفت نسبة 18.7% من أصل جميع الأسر من أفراد ونسبة 8.2% كانوا يعيش معهم شخص وحيد يبلغ من العمر 65 عاماً فما فوق. وبلغ متوسط حجم الأسرة المعيشية 3.20، أما متوسط حجم العائلات فبلغ 2.78.
بلغ العمر الوسطي للسكان 33 عاماً. وكانت نسبة 30.1% من القاطنين تحت سن الثامنة عشر، وكانت نسبة 9.4% بين الثامنة عشر والأربعة وعشرون عاماً، ونسبة 33.1% كانت واقعةً في الفئة العمرية ما بين الخامسة والعشرون حتى والأربعة وأربعون عاماً، ونسبة 18.0% كانت ما بين الخامسة والأربعون حتى الرابعة والستون، ونسبة 9.4% كانت ضمن فئة الخامسة والستون عاماً فما فوق. يوجد لكل 100 أنثى 101.1 ذكر، ويوجد لكل 100 أنثى في الثامنة عشر من عمرها فما فوق 101.6 ذكر.
بلغ متوسط دخل الأسرة في القرية 35,469 دولار، أما متوسط دخل العائلة فبلغ 38,182 دولار. وكان متوسط دخل الذكور 33,333 دولار مقابل 21,250 دولار للإناث. وسجل دخل الفرد الخاص بالقرية 14,546 دولار. وكانت نسبة 8.7% من العائلات ونسبة 9.6% من السكان تحت خط الفقر، وكان من هؤلاء نسبة 13.3% تحت سن الثامنة عشر ونسبة 14.7% في الخامسة والستين من العمر وما فوق.

### تعداد عام 2010
بلغ عدد سكان سافانا 413 نسمة بحسب تعداد عام 2010، وبلغ عدد الأسر 139 أسرة وعدد العائلات 108 عائلة مقيمة في القرية. في حين سجلت الكثافة السكانية 724.6 نسمة لكل ميل مربع (279.8/كم2). وبلغ عدد الوحدات السكنية 152 وحدة بمتوسط كثافة قدره 266.7 لكل ميل مربع (103.0/كم2).
وتوزع التركيب العرقي للقرية بنسبة 97.3% من البيض و 1.0% من الأمريكيين الأصليين و 1.2% من الأمريكيين الأفارقة و 0.5% من عرقين مختلطين أو أكثر.
بلغ عدد الأسر 139 أسرة كانت نسبة 41.7% منها لديها أطفال تحت سن الثامنة عشر تعيش معهم، وبلغت نسبة الأزواج القاطنين مع بعضهم البعض 55.4% من أصل المجموع الكلي للأسر، ونسبة 14.4% من الأسر كان لديها معيلات من الإناث دون وجود شريك، بينما كانت نسبة 7.9% من الأسر لديها معيلون من الذكور دون وجود شريكة وكانت نسبة 22.3% من غير العائلات. تألفت نسبة 20.1% من أصل جميع الأسر من أفراد ونسبة 8.7% كانوا يعيش معهم شخص وحيد يبلغ من العمر 65 عاماً فما فوق. وبلغ متوسط حجم الأسرة المعيشية 3.39، أما متوسط حجم العائلات فبلغ 2.97.
بلغ العمر الوسطي للسكان 33.3 عاماً. وكانت نسبة 29.8% من القاطنين تحت سن الثامنة عشر، وكانت نسبة 7.5% بين الثامنة عشر والأربعة وعشرون عاماً، ونسبة 27.8% كانت واقعةً في الفئة العمرية ما بين الخامسة والعشرون حتى والأربعة وأربعون عاماً، ونسبة 25.4% كانت ما بين الخامسة والأربعون حتى الرابعة والستون، ونسبة 9.4% كانت ضمن فئة الخامسة والستون عاماً فما فوق. وتوزع التركيب الجنسي للسكان بنسبة 49.4% ذكور و50.6% إناث.